# Mixton
Mixton est un artiste chanteur et rappeur originaire du Congo.Installé dans la ville de Pointe Noire, capitale économique, Mixton est l'une des sensations de la musique urbaine de son pays. Il est gagnant de la récompense nationale de «TAM TAM D’OR 2010» catégorie «Découverte» avec les membres du collectif Kimia Congo 

## Biographie
De son vrai nom Michael Mbama,  Mixton est un artiste originaire de Pointe Noire en République du Congo 

## Carrière
2007 : Mixton entre dans la sphère professionnelle à l’occasion du projet « Tous contre le sida – Ça nous fait mal », ce qui lui permet de se faire remarquer après plusieurs mixtapes locales.  .
2009 : Il forme le collectif Kimia Congo et sort le titre engagé « Nous sommes le Congo », plaidant pour l’unité nationale. Le collectif se voit récompensé par le Tam Tam d’Or 2010 dans la catégorie “Découverte”  .
Il est sélectionné pour le festival GABAO à Libreville (Gabon), où il se classe 4ᵉ, puis participe à la tournée congolaise des lauréats, consolidant sa réputation sur la scène africaine  .
Premiers albums et singles à succès
2014 : Sortie de son premier album, À cœur ouvert, qui confirme son style boumboay et est régulièrement repris par son public lors de concerts  .
Entre 2018 et 2021, une série de singles engagés et introspectifs :
Tu mens (2012), Maman (2013), Mbongo, Comme dans un rêve, Tu me fais planer (2018), puis Soki (2021), racontant son parcours humble et sa progression  .
Le single Makambo (décembre 2021). Il introduit l’album suivant tout en mettant en avant son style egotrip, conscient et festif .